# Léon Flameng

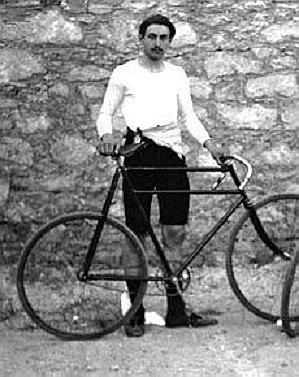
Flameng in Athen (1896)

Marie Léon Flameng (* 30. April 1877 in Paris; † 2. Januar 1917 in Ève, Département Oise) war ein französischer Radrennfahrer.
Bei den I. Olympischen Sommerspielen der Neuzeit 1896 in Athen gewann Flameng das 100-Kilometer-Bahnrennen in drei Stunden, acht Minuten und 19,2 Sekunden. Im Bahnrennen über 10.000 Meter im Velodrom Neo Faliro belegte er Platz zwei hinter seinem Landsmann Paul Masson und über 2000 Meter wurde er Dritter hinter Masson und dem Griechen Stamatios Nikolopoulos.